# Exocelina interrupta
Exocelina interrupta är en skalbaggsart som först beskrevs av Benoit-Philibert Perroud och Xavier Montrouzier 1864.  Exocelina interrupta ingår i släktet Exocelina och familjen dykare. Inga underarter finns listade i Catalogue of Life.